# Dipterocarpus fusiformis
Dipterocarpus fusiformis là một loài cây trong họ Dipterocarpaceae. Đây là loài đặc hữu của Kalimantan.